# Pepper’s ghost

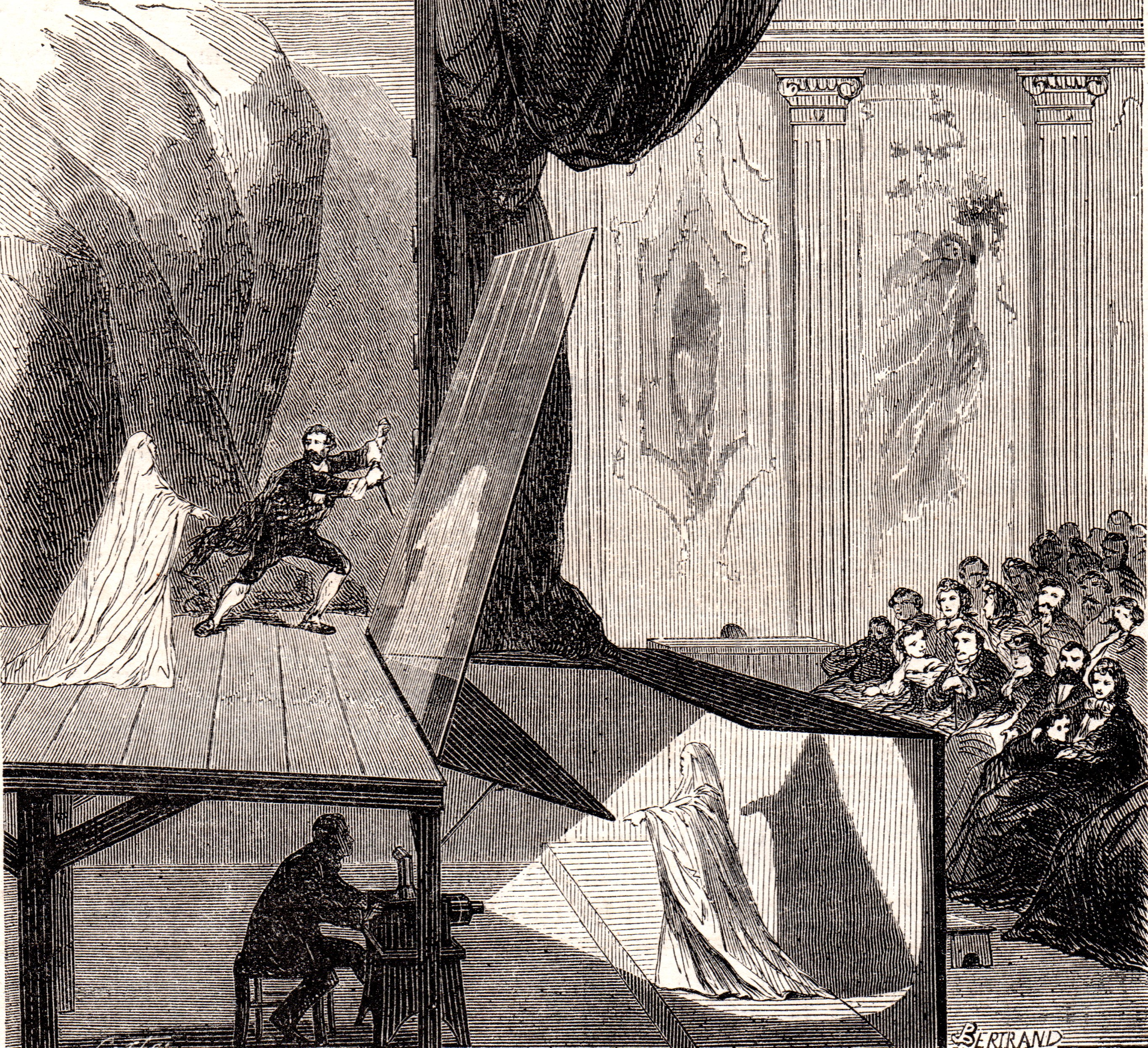
Pepper’s Ghost in einer Darstellung von 1862. Eine hell erleuchtete Figur außerhalb des Blickfelds des Publikums spiegelt sich in einer schrägstehenden Glasscheibe, die zwischen dem Schauspieler auf der Bühne und dem Publikum angebracht ist. Für das Publikum sieht es so aus, als ob das Gespenst auf der Bühne steht.

Pepper’s ghost (deutsch „Peppers Geist“) ist ein nach John Henry Pepper (1821–1900) benannter, im 19. Jahrhundert entwickelter Illusionstrick mit Spiegeln. Dabei wird mittels eines Flachglases und spezieller Beleuchtung vor und hinter der Scheibe der Eindruck erzeugt, teilweise durchsichtige Objekte würden erscheinen und verschwinden. Der Trick wird besonders im Theater und bei Gruselattraktionen benutzt.

## Heutige Verwendung
Bekannte Verwendungen des Effekts gibt es u. a. in Freizeitparks, beispielsweise dem Twilight Zone Tower of Terror und The Haunted Mansion.
Auf dem Boulevard der Stars in Berlin ermöglichen installierte Pepper’s Ghost-Kameras, dass sich die Besucher scheinbar mit ihrem Star fotografieren lassen können.
In einer neueren Variante wird der Trick häufig als 3D-Holographie vermarktet und bezeichnet, obwohl er höchstens als pseudoholographisch bezeichnet werden kann. Dabei werden bewegte Objekte so auf eine Ebene projiziert, dass sie räumlich erscheinen. Zu Anbietern dieser Bühnentechnik gehört die Musion 3D Ltd. aus England (Marke EyeLiner) und die AV Concepts Inc. aus den USA.
Bei diesen Produkten wird vor der Bühne ein dünner metallisierter Film im 45°-Winkel zum Publikum angebracht. Von unten wird mittels eines LED-Bildschirms oder mit einem lichtstarken Projektor das Bild auf den Film projiziert. Aus Sicht des Publikums entsteht so die Illusion, das reflektierte Bild befände sich auf der Bühne. Dieses Bild ist zweidimensional, erzeugt jedoch durch die optische Vermischung mit realen, dreidimensionalen Personen und Gegenständen auf der Bühne  die Illusion eines dreidimensionalen, frei im Raum befindlichen Bildes. Weder ist das Bild stereoskopisch noch ist es ein Hologramm.